# Groninger Kredietbank-affaire
De Groninger Kredietbank-affaire was een politiek schandaal dat in het begin van de jaren 90 van de twintigste eeuw speelde in de Nederlandse stad Groningen.
De Kredietbank-affaire ontstond nadat bekend was geworden dat de gemeente Groningen door onverantwoordelijke transacties van de bankdirecteur 58 miljoen gulden (ruim 26 miljoen euro) had verloren. Dit was het gevolg van falend bestuurlijk toezicht op de Groninger Kredietbank (GKB), een gemeentelijke instelling op het terrein van schuldhulpverlening. GKB-directeur Ketelaar bleek zich eigenmachtig als hypotheekverstrekker op de commerciële markt te hebben begeven. Toen de betrokken debiteuren hun verplichtingen niet nakwamen, draaide de gemeente Groningen voor de kosten op.
Naar aanleiding van de zaak trachtte wethouder Ypke Gietema zijn bestuurlijk verantwoordelijke PvdA-collega's Piet Huisman en Tonny van de Vondervoort over te halen op te stappen, maar zonder resultaat. Daarop trad Gietema "uit diepe schaamte" over de affaire op 2 april 1992 zelf af. Een dag later volgde Huisman, die nog geen jaar wethouder was, alsnog zijn voorbeeld.
Later bleek dat door het gemeentebestuur onvoldoende controle was uitgeoefend op de GKB. Hoewel van directeur Ketelaar bekend was dat hij wellicht een wat al te ondernemende persoonlijkheid was, hadden verschillende omstandigheden hem in de gelegenheid gesteld zijn activiteiten te ontplooien. Zo was zijn mandaat onduidelijk omschreven en werden allerlei waarborgen, zoals de verplichting tot mede-ondertekening voor uitgaven die boven een zeker bedrag uitkwamen, nageleefd noch gecontroleerd. In 1993 besloot de gemeente naar aanleiding van de affaire dat de Groninger Kredietbank geen commerciële consumptieve kredieten meer zou verstrekken. Geld waarvoor tijdelijk geen bestemming is wordt sindsdien tegen lage rente weggezet bij erkende banken. Een woordvoerder van de gemeente verklaarde in 1999 hierover: "We hebben ons lesje geleerd".